# Club andelysien de baseball et softball
 (mars 2025).
Motif : absence de sources secondaires indépendantes pérennes et de qualité. Ce club sans aucune notoriété nationale n'a jamais participé au championnat de première division de ce sport considéré comme mineur en France, mineur par le nombre de licencié, mineur par les résultats de son haut niveau et mineur par son absence d'exposition médiatique.
- Archive Wikiwix
- Bing
- Cairn
- DuckDuckGo
- E. Universalis
- Gallica
- Google
- G. Books
- G. News
- G. Scholar
- Persée
- Qwant
- (zh) Baidu
- (ru) Yandex
- (wd) trouver des œuvres sur Wikidata

| 1. | Préciser le motif de la pose du bandeau. | Précisez le motif de la pose du bandeau en utilisant la syntaxe suivante : {{admissibilité à vérifier\|date=juin 2025\|motif=remplacez ce texte par le motif}}                                               |
| 2. | Informer les utilisateurs concernés.     | Pensez à avertir le créateur de l'article, par exemple, en insérant le code ci-dessous sur sa page de discussion : {{subst:avertissement admissibilité à vérifier\|Club andelysien de baseball et softball}} |

Le Club andelysien de baseball et softball, dont les joueurs sont appelés Cabs des Andelys, est le club de baseball et de softball des Andelys, une ville située dans le département de l'Eure.

## Histoire
Le club a été créé en 1986 par un ingénieur américain marié à une habitante de la commune.
En 1990 l'équipe monte en championnat régional. En 1992 le club innove en étant le premier à monter une section sport étude baseball de France en coopération avec le lycée Jean Moulin. Après plusieurs succès au niveau régional, le club monte en Nationale 2 en 1996.
En 1999 il descend en Nationale 3, puis monte en Nationale 1 en 2000. C'est d'ailleurs cette année-là que le club inaugure son nouveau terrain, un terrain aux normes internationales disposant de gradins. En 2003 il redescend en Nationale 2, dont il remporte le championnat la même année. De 2004 à 2006 il évolue en Nationale 1, avant de descendre en 2007, et regagner sa place dans la N1.
Les 14, 15 et 16 juillet 2006, le club a fêté ses 20 ans d’existence au Parc des sports des Andelys.
En 2007 :
- l'équipe seniors est repartie en championnat DHR de Haute-Normandie qu'elle gagne, invaincue. Les seniors vont même aller jusqu'en finale de nationale 2 ou ils ne s'inclinent que 14-9 contre les Devils de Saint-Priest.
- Et cerise sur le gâteau, la récompense individuelle pour Richard Moulin, l'entraîneur joueur des Andelys, qui termine meilleur batteur du Championnat avec .700 de moyenne (7 hits en 10 passages, dont 2 triples, 3 doubles et 2 simples).
- Ne pas oublier aussi leur belle prestation en coupe de France, ne s'inclinant que devant le Paris Université Club en 1/8 de finale (score final 13/7).
- Pendant ce temps, 3ème place sur 7 en Championnat Normandie pour l'équipe de softball mixte, 2 minimes et 1 cadet sélectionnés aux Championnats de France inter-ligues jeunes à La Grande Motte fin Août.

En 2008, l’équipe 1 du club est en national 1, aux portes des phases finales, mais un imbroglio sportif fait que Les Andelys n’est pas qualifié pour les 1/4 de finale.
À la suite, le bureau prend la décision de redescendre en Honneur régional Haute Normandie à partir de 2009, qui se transformera en DHR Normandie à partir de 2011, avec comme objectif les qualification chaque année en National 2. Et c’est ce qui se passe, puisque tous les ans, l’équipe se qualifie pour les P.O de N.2, mais sans jamais pouvoir atteindre à nouveau la phase finale. 
Dans le même temps, l’équipe de softball mixte se recrée, joue en championnat Normandie, ou seulement en tournois, mais poursuit son activité, et que les jeunes continuent, notamment en minimes, qui deviennent 12U en 2012, et surtout en benjamins : en effet, et depuis 2008, nos jeunes joueurs participent chaque année à la Coupe de France benjamin, d’abord à Valenciennes, puis au CRJS de Petit Couronne, et sont donc régulièrement classés dans les 10 meilleures équipes françaises de leur catégorie.
Et enfin, une première en 2012, la nouvelle équipe 9U joue la compétition beeball de Haute Normandie, qu’elle remporte avec 4 victoires, 1 match nul et 1 défaite.
Puis 2013 signe le retour de sélection régionales et même départementales avec 10 joueurs sélectionnés pour différents tournois nationaux.
En 2014, l'équipe 12U ainsi que l'équipe senior finissent vice championne de Normandie et plusieurs jeunes sont encore sélectionnés dans les équipes départementales voire régionale.
La saison 2015 voit deux joueurs cadres de l'équipe voguer vers de nouvelles aventure avec les Huskies de Rouen (Samuel Bloquet et Alexandre Sochon), et deviennent champion de France de Nationale 1. Pendant ce temps, les 12U finissent à nouveau vice champion de Normandie, comme les seniors.
En cette année 2016, le club fête ses trente bougies, et de belles manières : 9U, 12U, 15U et Softball mixte montent sur la 3eme marche du podium de leurs championnats normands respectifs alors que les seniors finissent champion avec 20 victoires pour 1 seule défaite. Deux joueurs se distinguent : Samuel Bloquet, revenu au club, finit meilleur joueur et meilleur frappeur du championnat et Richard Moulin est sacré meilleur lanceur. Et grande première pour le club, un joueur est sélectionné pour jouer le championnat d'Europe 15U qui se déroule à Chartres et Rouen : Quentin Moulin ! L'équipe de France finira d'ailleurs vice-champion d'Europe en ne s'inclinant que 10-9 contre la République Tchèque.

## Palmarès
BASEBALL
- 1990 : Champion de Promotion Honneur de Haute-Normandie
- 1993 : Vainqueur du Challenge de l'Eure.
- 1994 : Champion de Division Honneur Haute-Normandie senior.
- 1995 : Champion de Division Honneur Haute-Normandie senior.
- 1996 : Champion de Haute-Normandie minime. Montée en N2
- 1997 : Champion de Haute-Normandie minime.
- 1998 : Champion de Haute-Normandie minime.
- 1999 : Vice-champion de France Cadet (défaite face au PUC); champion de Division Honneur Haute-Normandie senior.
- 2000 : Montée en N1.
- 2003 : Champion de Division Honneur Haute-Normandie senior et Champion de Nationale 2 à Chaumont[Lequel ?].
- 2007 : Champion de Division Honneur Haute-Normandie senior et vice-champion de N2 (défaite face aux Devils de Saint-Priest).
- 2009 : retour en Régionale Haute-Normandie
- 2010 : ?
- 2011 : ?
- 2012 : Champion de Normandie 9U (Beeball)
- 2013 : Vice-champion de Normandie R1, accession au play-off de N2
- 2014 : Vice-champion de Normandie 12U, Vice-champion de Normandie R1, accession au play-off de N2
- 2015 : Vice-champion de Normandie 12U, Vice-champion de Normandie R1, accession au play-off de N2
- 2016 : 9U, 12U et 15 finissent 3eme de Normandie et nous sommes Champion de Normandie R1, accession au play-off de N2
- 2017 : Champion de Normandie R1, accession au play-off de N2, vice champion de Normandie 15U

SOFTBALL
- 2007 : 3e place pour l'équipe mixte en championnat Normandie.
- 2015 : 3e place pour l'équipe mixte en championnat Normandie.
- 2016 : 3e place pour l'équipe mixte en championnat Normandie.

## Organisation

### Coordonnées
Adresse : Maison des Associations - Rue Maurice Delarue - 27700 Les Andelys
Terrain : Stade René Tomasini - Allée du roi de Rome - 27700 Les Andelys

### Comité directeur
La dernière assemblée générale du club en date s'est tenue en Mars 2017 à la Maison des Associations, en présence de Mr Thierry Lecour, chargé de la Politique Sportive et des Infrastructures de la ville, et devant un public nombreux.
Le rapport d'activité et le bilan financier 2016 ont été approuvés.
Un nouveau comité directeur a été élu pour 4 ans et se compose de Christophe Bastianelli (Président), Gérard Moulin (Vice-président), Karyne Guillemain (Secrétaire), Olivier Auger (Trésorier) Richard Moulin, Samuel Bloquet, Magali Simon, Delphine Goetals, Pierre Moitel et Lydia Ferré.

## Équipes

### Baseball
L'équipe première évolue en Régionale 1 Normandie qui est composé en 2017 des équipes de :
- Caen
- Le Havre
- Les Andelys
- Louviers
- Rouen 3
- Saint-Lô 2

L'équipe réserve évolue en entente avec les Wallabies de Louviers dans le championnat Régional 2 Normandie. Cette équipe a pour but de donner du temps de jeu aux joueurs les moins aguerris, débutants ou jeunes, dans un championnat dont le niveau est plus accessible. Ce championnat est composé des équipes des clubs de :
- Cherbourg
- Dieppes
- Entente Les Andelys / Louviers
- Honfleur
- Rouen 4
- Valogne

### Softball
L'équipe de softball mixte évolue maintenant essentiellement dans des tournois amicaux, indoor ou outdoor, et participe tous les ans à la wintecup indoor organisée par le club des Teddy-Bears de Cergy-Pontoise.

### Jeunes
(novembre 2015).
Depuis 2015, le club dispose de plusieurs équipes jeunes dans 3 catégories différentes :
- 9U : de 6 à 9 ans dans l'année, 5 ans autorisé
- 12U : de 10 à 12 ans dans l'année, 9 ans autorisé
- 15U : de 13 à 15 ans dans l'année, 12 ans autorisé

Les différents championnats sont composées des équipes suivantes : 
- 9U  : Championnat de Normandie à 6 équipes avec Louviers (2 équipes), Rouen (2 équipes), entente Dieppe-Saint-Lô
- 12U : Championnat de Normandie à 7 équipes avec Louviers (2 équipes), Rouen (2 équipes), Dieppe et Saint-Lô
- 15U : Championnat de Normandie à 5 équipes avec Louviers, Rouen et Honfleur (2 équipes)

## Projets
Le club a divers projets, dont l'installation de pylônes électriques permettant de compléter l'éclairage du champ intérieur déjà installé par 2 joueurs du club (Samuel Bloquet et Alexandre Sochon), mais aussi l'installation d'un 2eme terrain, en vis-à-vis du terrain actuel et aux dimensions plus petites que ce lui-ci, qui permettrait d'accueillir des matchs 9U, 12U et Softball, que ce soit pour des matchs de saisons officielles ou pour l'organisation de tournois.